# Chrysopilus silvaticus
Chrysopilus silvaticus är en tvåvingeart som beskrevs av Akira Nagatomi 1968. Chrysopilus silvaticus ingår i släktet Chrysopilus och familjen snäppflugor. Inga underarter finns listade i Catalogue of Life.